# Tales of Symphonia: Dawn of the New World
Tales of Symphonia: Dawn of the New World, conosciuto in Giappone come Tales of Symphonia: Knight of Ratatosk (テイルズ オブ シンフォニア -ラタトスクの騎士-?, Teiruzu obu Shinfonia-Ratatosuku no Kishi-), è un videogioco di ruolo sviluppato dalla Namco Tales Studio e pubblicato dalla Namco Bandai per Wii come una sorta di spin-off e sequel di Tales of Symphonia per Nintendo GameCube e PlayStation 2. Il genere caratteristico di Tales of Symphonia: Dawn of the New World è chiamato RPG to Believe in Resonating Hearts (響き合う心を信じるRPG?, Hibiki au kokoro o shinjiru RPG). Il gioco è stato pubblicato in Giappone il 26 giugno 2008, in America del Nord l'11 novembre 2008 ed in Europa il 13 novembre 2009.
Nel giugno del 2013 viene annunciata la rimasterizzazione in HD, per PlayStation 3, di Tales of Symphonia: Dawn of the New World e del suo prequel Tales of Symphonia, dal titolo Tales of Symphonia Chronicles, poi uscita il 10 ottobre 2013 in Giappone e a febbraio 2014 in America del Nord e in Europa.